# Waldola schmitti
Waldola schmitti är en kräftdjursart som beskrevs av Lipke Bijdeley Holthuis 1951. Waldola schmitti ingår i släktet Waldola och familjen Palaemonidae. Inga underarter finns listade i Catalogue of Life.